# Zeitschrift für Stoffrecht
Die Zeitschrift für das Stoffrecht (StoffR) ist eine juristische Fachzeitschrift, die seit 2004 im Lexxion Verlag in Berlin erscheint. Als Stoffrecht werden dabei rechtliche Aspekte der Bereiche Chemikalien, Pflanzenschutz, Lebensmittel, Futtermittel, Kosmetika, Arzneimittel und sonstiger Bedarfsgegenstände insbesondere vor dem Hintergrund von Produkthaftung und Verbraucherschutz zusammengefasst. 
Die Zeitschrift wendet sich in erster Linie an das Fachpublikum aus den betroffenen Industriezweigen und Behörden sowie an spezialisierte Rechtsanwälte und Berater.